# Cerámica Rojo sobre Bayo de la Mixteca Alta
La cerámica Rojo sobre Bayo es un tipo especial de cerámica cuyos restos arqueológicos se han fechado en el Preclásico Medio de Mesoamérica. Los centros de producción identificados con este tipo de materiales corresponden a la amplia zona que comprende el Centro de México —los valles de Toluca, México, Puebla-Tlaxcala y Tehuacán—, la Región Mixteca y los Valles Centrales de Oaxaca. Esta zona ha sido habitada históricamente por pueblos de habla otomangueana, por lo que se supone podrían ser la expresión cultural de un conjunto de pueblos emparentados.
Este tipo de cerámica se caracteriza por su color bayo, sobre el que se colocaron decoraciones con motivos geométricos en color rojo. De esta cromática proviene el nombre del tipo. Se la ha encontrado en varios yacimientos de las regiones enunciadas anteriormente, como San José Mogote —centro protourbano de la cultura zapoteca en los Valles Centrales—, Yucuita y Tayata —localizados en la Mixteca Alta—. Como demuestra su presencia en el área nuclear olmeca, el tipo Rojo sobre Bayo pudo haber sido una mercancía bastante apreciada por los olmecas del Golfo, que no la producían, de acuerdo con el análisis de los materiales cerámicos encontrados en esa región. 